# USS Natoma Bay (CVE-62)
USS Natoma Bay (CVE–62) là một tàu sân bay hộ tống lớp Casablanca được Hải quân Hoa Kỳ chế tạo trong Chiến tranh Thế giới thứ hai; tên nó được đặt theo vịnh Natoma tại đảo Graham ngoài khơi bờ biển Tây Nam Alaska. Natoma Bay đã hoạt động cho đến hết Thế Chiến II, xuất biên chế năm 1946, rút đăng bạ năm 1958 và bị bán để tháo dỡ năm 1959. Nó được tặng thưởng bảy Ngôi sao Chiến trận do thành tích phục vụ trong Thế Chiến II.

## Thiết kế và chế tạo
Con tàu được đặt lườn như là chiếc Begum tại Xưởng tàu Vancouver của hãng Kaiser Company, Inc. ở Vancouver, Washington vào ngày 17 tháng 1 năm 1943. Nó được đổi tên thành Natoma Bay vào ngày 22 tháng 1 năm 1943 trước khi được hạ thủy vào ngày 20 tháng 7 năm 1943; được đỡ đầu bởi Lady Halifax, phu nhân Đại sứ Anh Quốc tại Hoa Kỳ. Nó nhập biên chế vào ngày 14 tháng 10 năm 1943 dưới quyền chỉ huy của Hạm trưởng, Đại tá Hải quân Harold L. Meadow.

## Lịch sử hoạt động

### 1943 – 1944
Sau chuyến đi chạy thử máy ngoài khơi bờ biển California, dưới quyền Bộ chỉ huy Không lực Hạm đội Bờ Tây, Natoma Bay thực hiện vận chuyển nhân sự và máy bay giữa San Diego và quần đảo Hawaii cho đến ngày 3 tháng 1 năm 1944. Sau đó, với Liên đội không lực VC-63 trên tàu, nó rời San Diego để đi Trân Châu Cảng, và gia nhập Đội tàu sân bay 24 thuộc Lực lượng Đổ bộ 5 vào ngày 10 tháng 1. Vào ngày 23 tháng 1, nó khởi hành cùng Đội đặc nhiệm 51.2 cho cuộc tấn công lên quần đảo Marshall. Trong khi diễn ra cuộc chiến nhằm kiểm soát Majuro từ ngày 31 tháng 1 đến ngày 7 tháng 2, nó tuần tra phòng không và chống tàu ngầm cũng như tuần tra chiến đấu trên không. Từ ngày 8 tháng 2, nó mở rộng hoạt động sang khu vực Wotje và Maloelap, luân phiên giữa các đảo này và Majuro.
Khởi hành từ Majuro vào ngày 7 tháng 3, Natoma Bay đi đến Espiritu Santo vào ngày 12 tháng 3, nơi nó gia nhập Lực lượng Đặc nhiệm 37 ba ngày sau đó cho cuộc không kích và bắn phá mặt biển xuống Kavieng, New Ireland vào các ngày 19 và 20 tháng 3. Sau đó nó đi lên phía Bắc quần đảo Solomon và New Ireland, hỗ trợ trên không cho các đoàn tàu vận tải đến và đi từ Emirau, nơi một sân bay và một căn cứ hải quân nhỏ được xây dựng. Trong ba tuần lễ tiếp theo, nó đi lại giữa khu vực Solomon và quần đảo Bismarck hỗ trợ cho cuộc tấn công vô hiệu hóa quần đảo và pháo đài chủ lực của Nhật Bản tại Rabaul.
Vào ngày 19 tháng 4, Natoma Bay gặp gỡ Lực lượng Đặc nhiệm 78, rồi di chuyển về hướng New Guinea nơi máy bay của nó không kích các vị trí đối phương hỗ trợ cho ba mũi gọng kìm tấn công của lục quân và hải quân Hoa Kỳ dọc theo bờ biển New Guinea tại Aitape, Hollandia (nay là Jayapura) và vịnh Tanahmerah vào ngày 22 tháng 4. Đang khi và sau cuộc đổ bộ, nó tung ra các phi vụ tuần tra bảo vệ, cũng như gửi các máy bay ném bom và chiến đấu tấn công phá hủy các căn cứ của quân Nhật tại khu vực Aitape. Nó quay trở về đảo Manus vào ngày 28 tháng 4 để sửa chữa động cơ, rồi lên đường đi Trân Châu Cảng vào ngày 7 tháng 5, đến nơi vào ngày 18 tháng 5.
Sau khi chất lên tàu 37 máy bay tiêm kích Republic P-47 Thunderbolt thuộc Phi đội Tiêm kích 19, Liên đội Tiêm kích 318 Không lực Lục quân Hoa Kỳ, Natoma Bay lên đường vào ngày 5 tháng 6 để đi sang quần đảo Mariana ngang qua Eniwetok, và đi đến đảo Saipan vào ngày 19 tháng 6. Nó được lệnh rút lui về phía Đông Saipan trong khi tàu chiến và máy bay thuộc Lực lượng Đặc nhiệm 58 đánh trả Hạm đội Liên hợp Nhật Bản trong Trận chiến biển Philippine, gây thiệt hại nặng cho đối phương và hầu như vô hiệu hóa không lực tàu sân bay của Nhật Bản. Đến ngày 22 tháng 6, nó đi về phía Tây và phóng các máy bay Lục quân đến điểm đến của chúng, sân bay Aslito trên đảo Saipan. Nó chuyển 25 máy bay vào ngày 22 tháng 6 và số còn lại vào sáng sớm ngày 23 tháng 6, trước khi rút lui về địa điểm tiếp nhiên liệu cách 45 nmi (83 km) về phía Đông Saipan.
Tại đây đội đặc nhiệm bị đối phương không kích; bốn máy bay ném bom bổ nhào Aichi D3A "Val" đã xông đến để tấn công nhưng không ghi được quả nào trúng đích. Hỏa lực phòng không dày đặc đã giúp bảo vệ cho những mục tiêu chính của chúng, các tàu sân bay Natoma Bay và Manila Bay, vô hại. Manila Bay thậm chí còn tung bốn trong số những chiếc P-47 Thunderbolt Lục quân nó mang theo để hoạt động tuần tra chiến đấu trên không, cho đến khi màn hình radar sạch bóng máy bay đối phương.
Natoma Bay quay trở về Eniwetok vào ngày 27 tháng 6, đón thương binh lên tàu rồi lên đường đi San Diego, đến nơi vào ngày 16 tháng 7 để được bảo trì và tiếp liệu trước khi tiếp tục nhiệm vụ vận chuyển. Từ ngày 5 đến ngày 14 tháng 9, nó hoạt động thực tập huấn luyện và chuẩn nhận phi công tàu sân bay cho Liên đội Hỗn hợp VC-81 ngoài khơi Trân Châu Cảng, rồi đến ngày 15 tháng 9 đã lên đường đi Manus trong thành phần Đệ Tam hạm đội. Vào ngày 3 tháng 10, nó đi đến cảng Seeadler, bắt đầu những chuẩn bị cuối cùng cho chiến dịch nhằm tái chiếm Philippines.
Được phân về Đội đặc nhiệm tàu sân bay hộ tống 77.4, Natoma Bay rời quần đảo Admiralty vào ngày 12 tháng 10 để đi đến vùng biển phía Đông Philippines. Sau khi chịu đựng thời tiết giông bão từ ngày 14 đến ngày 17 tháng 10, lực lượng bắt đầu các hoạt động không kích từ ngày 18 tháng 10. Trước cuộc đổ bộ, máy bay của nó đã ném bom các vị trí đối phương và bắn phá xe cộ tàu bè đối phương chung quanh Leyte và đảo Negros. Trong cuộc tấn công đổ bộ diễn ra vào ngày 20 tháng 10, con tàu tung ra máy bay ném bom và máy bay chiến đấu cho các phi vụ hỗ trợ, trinh sát và bảo vệ trên không; rồi trong những ngày tiếp theo đã tiếp tục hỗ trợ cho lực lượng trên bờ.
Vào ngày 25 tháng 10, trong khi Natoma Bay trong vai trò soái hạm của Đơn vị Đặc nhiệm 77.4.2 ("Taffy 2") dưới quyền chỉ huy của Chuẩn đô đốc Felix Stump đang di chuyển ngoài khơi lối ra vào phía Đông của vịnh Leyte, Hạm đội Liên hợp Nhật Bản đã tung ra ba gọng kìm tấn công nhằm tìm các đẩy lui cuộc đổ bộ của lực lượng Đồng Minh. Trong số các mũi tấn công này, Lực lượng phía Nam Nhật Bản dưới quyền Phó đô đốc Shōji Nishimura nhanh chóng bị đánh bại bởi các thiết giáp hạm, tàu tuần dương và tàu khu trục thuộc Đội đặc nhiệm 77.2 dưới quyền Chuẩn đô đốc Jesse B. Oldendorf trong Trận chiến eo biển Surigao vào những giờ đầu tiên của ngày 25 tháng 10. Những tàu Nhật Bản sống sót rút lui qua biển Mindanao bị các tàu khu trục và xuồng phóng lôi PT-boat truy đuổi, và sang buổi sáng bởi các máy bay ném bay bom và máy bay tiêm kích từ tàu sân bay.
Đến 06 giờ 58 phút sáng, Đơn vị Đặc nhiệm 77.4.3 ("Taffy 3") bao gồm sáu tàu sân bay hộ tống, ba tàu khu trục và bốn tàu khu trục hộ tống dưới quyền Chuẩn đô đốc Clifton Sprague, đang di chuyển ngoài khơi Samar, khi họ bị tấn công bởi Lực lượng Trung tâm Nhật Bản hùng mạnh do Phó đô đốc Takeo Kurita chỉ huy. Tình thế hầu như tuyệt vọng cho phía Hoa Kỳ, khi đối phương có ưu thế áp đảo với bốn thiết giáp hạm, sáu tàu tuần dương hạng nặng, hai tàu tuần dương hạng nhẹ và 11 tàu khu trục; Sprague kêu gọi mọi sự trợ giúp có thể từ các đơn vị bạn. Vào lúc đó, Lực lượng Đặc nhiệm 38 chủ lực của Đô đốc William Halsey, Jr. đã bị thu hút lên phía Bắc bởi sự xuất hiện của Lực lượng phía Bắc Nhật Bản do Phó đô đốc Jisaburō Ozawa chỉ huy, mà thực ra chỉ là một mồi nhữ nghi binh bao gồm những tàu sân bay còn lại rất ít máy bay; những tàu chiến của Oldendorf đang được tiếp liệu và bổ sung đạn dược sau Trận chiến eo biển Surigao. Chỉ nhờ sự tấn công quên mình của một nhóm nhỏ các tàu khu trục và tàu khu trục hộ tống bảo vệ, cùng sự tấn công bắn phá và ném bom, ngư lôi từ máy bay cất cánh từ "Taffy 2" và "Taffy 3", họ mới đẩy lui được lực lượng hùng mạnh của đối phương trong Trận chiến ngoài khơi Samar.
Vì vậy lúc 07 giờ 08 phút, "Taffy 2", đang ở cách "Taffy 3" 20 nmi (37 km) về phía Nam, đã tung ra mọi máy bay sẵn có để trợ giúp đồng đội; mọi phi vụ đang thực hiện đều bị hủy bỏ. Chỉ thị tác chiến đưa ra là không tập trung vào một mục tiêu cụ thể nào, nhưng phải gây hư hại cho thật nhiều tàu đối phương. Máy bay của Natoma Bay đã tung ra hai đợt tấn công trong vòng một giờ rưỡi; rồi đến 09 giờ 26 phút, đợt không kích thứ ba với máy bay mang bom 500-pound và ngư lôi. Đến 11 giờ 18 phút, đợt tấn công thứ tư nhắm vào hạm đội đối phương đang rút lui, nhưng do đã hết bom xuyên thép và ngư lôi, những máy bay cất cánh chỉ mang theo bom thông thường và mìn sâu. Lúc 12 giờ 56 phút rồi lúc 15 giờ 08 phút, các đợt không kích thứ năm và thứ sáu được tiến hành, tiếp tục truy kích đối phương khi chúng rút lui qua eo biển San Bernardino. Máy bay tiêm kích mang bom thông thường 250 lb (110 kg) nằm trong số những chiếc được phái đi.
Máy bay của Natoma Bay đã đóng góp cho việc đánh chìm một tàu tuần dương hạng nặng đối phương, bắn rơi một máy bay ném bom-ngư lôi, đồng thời đánh trúng một thiết giáp hạm, ba tàu tuần dương hạng nặng, hai tàu tuần dương hạng nhẹ và một tàu khu trục. Sang sáng hôm sau, 26 tháng 10, máy bay của nó tiếp tục tấn công đối phương, trợ giúp đánh chìm một tàu tuần dương hạng nhẹ chiếc tàu khu trục tháp tùng nó trong biển Visayan trước khi quay lại tiếp tục hỗ trợ cho lực lượng trên bộ tại Leyte. Vào ngày 27 tháng 10, máy bay của nó đánh phá tàu bè trong vịnh Ormoc, rồi tuần tra ngoài khơi Samar, nơi họ bắn rơi một máy bay tiêm kích lục quân Kawasaki Ki-61 "Tony". Một máy bay ném bom Mitsubishi G3M "Nell" bị bắn rơi vào ngày 28 tháng 10, trước khi chiếc tàu sân bay khởi hành vào ngày 30 tháng 10 để đi cảng Seeadler, Manus, đến nơi vào ngày 4 tháng 11.
Natoma Bay khởi hành đi Kossol Roads vào ngày 27 tháng 11, rồi lại lên đường từ đây vào ngày 10 tháng 12 để hỗ trợ trên không cho đoàn tàu đổ bộ lên Mindoro, khi chúng băng qua các biển Mindanao và biển Sulu. Vào ngày 13 tháng 12, máy bay tấn công cảm tử Kamikaze xuất phát từ đảo Negros đã tấn công đội hình; mười một máy bay đối phương đã bị bắn rơi, nhưng ba chiếc đã lọt qua được hàng rào tuần tra chiến đấu. Hai chiếc bị hỏa lực phòng không bắn rơi, nhưng chiếc thứ ba đã đâm trúng tàu khu trục Haraden (DD-585). Các cuộc tấn công của máy bay Nhật Bản lại tiếp tục trong ngày 14 tháng 12, và máy tiêm kích của đã bắn hạ thêm bảy chiếc Mitsubishi A6M Zero. Trong cuộc đổ bộ lên Mindoro vào ngày 15 tháng 12 và sau đó, chiếc tàu sân bay đã tung máy bay của nó ra trong các phi vụ hỗ trợ mặt đất và bảo vệ trên không, bảo vệ lực lượng khỏi những cuộc tấn công Kamikaze tự sát, và bắn phá các vị trí quân Nhật. Sau khi thu hồi máy bay vào ngày 16 tháng 12, con tàu rút lui về Kossol Roads, rồi đến Manus trước khi quay trở lại Palaus vào cuối tháng đó.

### 1945
Được điều sang Đội tàu sân bay 25, Natoma Bay lên đường vào ngày 1 tháng 1 năm 1945 cùng các tàu thuộc lực lượng tấn công, lần này là lên Luzon. Sau khi đánh trả những cuộc không kích lẽ tẽ và tấn công tự sát trên đường đi, nó cùng năm tàu sân bay hộ tống khác đã bảo vệ cho Đội Bắn phá và Hỗ trợ hỏa lực trước cuộc đổ bộ. Sau đó nó trực tiếp hỗ trợ cho binh lính đổ bộ cho cuộc tấn công lên khu vực San Fabian từ ngày 10 đến ngày 17 tháng 1. Sau khi được tiếp tế tại Mindoro, chiếc tàu sân bay di chuyển về phía Tây Mindoro cho đến ngày 29 tháng 1, trước khi đi đến để hỗ trợ cho cuộc đổ bộ lên bờ biển phía Tây của Zambales và tại vịnh Subic, tiếp tục ở lại đây cho đến 1 tháng 2. Đội đặc nhiệm 77.4 của nó rút lui về đến Ulithi vào ngày 5 tháng 2.
Natoma Bay lên đường cùng Đơn vị Đặc nhiệm 52.2.1 vào ngày 10 tháng 2 để hỗ trợ trên không cho chuyến đi, và trực tiếp hỗ trợ cuộc đổ bộ lên Iwo Jima. Từ ngày 16 đến ngày 19 tháng 2, máy bay của nó đã thực hiện 123 phi vụ nhằm dọn đường cho cuộc tấn công của binh lính Thủy quân Lục chiến. Vào ngày để bộ 19 tháng 2, 36 phi vụ đã được tung ra để trực tiếp hỗ trợ cùng 16 phi vụ khác tuần tra chiến đấu trên không. Sau ngày 19 tháng 2, nó mở rộng sang nhiệm vụ tuần tra chống tàu ngầm và phối hợp tác chiến trên không, rồi sang tháng 3 càn quét chống tàu bè.
Natoma Bay rời khu vực Volcano-Bonin vào ngày 8 tháng 3, và đi đến vũng biển Ulithi vào ngày 11 tháng 3. Liên đội Hỗn hợp VC-9 thay phiên cho Liên đội Hỗn hợp VC-81 tại đây, và đến ngày 21 tháng 3, chiếc tàu sân bay lại sẵn sàng cho chiến dịch đổ bộ tiếp theo lên Okinawa. Nó cùng Đơn vị Đặc nhiệm 52.1.1 hỗ trợ trên không cho việc bắn phá chuẩn bị, rồi trong việc đổ bộ lên Kerama Retto từ ngày 24 tháng 3 đến ngày 1 tháng 4, trước khi chuyển trọng tâm hoạt động sang chính Okinawa. Trong ba tháng tiếp theo, ngoại trừ những đợt sửa chữa ngắn, máy bay của nó đã liên tục ném bom và bắn phá các mục tiêu chiến lược và chiến thuật, thực hiện các phi vụ trinh sát và chỉ điểm mục tiêu, trinh sát hình ảnh và tuyên truyền, thả hàng tiếp liệu xuống các khu vực tiền tuyến, cũng như tuần tra phòng không và chống tàu ngầm.
Sau khi cơ động băng qua thời tiết bất lợi bởi một cơn bão lúc 06 giờ 35 phút ngày 7 tháng 6, một chiếc A6M Zero đã tiếp cận Natoma Bay từ phía đuôi bên mạn trái và bay thấp bên trên mặt nước. Sau khi đổi hướng, máy bay đối phương bay bên trên đuôi tàu, bắn đạn cháy nhắm vào cầu tàu rồi ngóc mũi lên và đâm xuống sàn đáp. Cú đâm đã tạo một lổ thủng 12 ft × 20 ft (3,7 m × 6,1 m) trên sàn đáp, trong khi quả bom mang theo kích nổ gây hư hại sàn trước con tàu, làm hỏng trục thả neo và khiến một máy bay gần đó bốc cháy. Ba thành viên chiếc tàu sân bay và một sĩ quan Liên đội VC–9 bị thương, một sĩ quan của con tàu tử trận. Một chiếc Zero thứ hai tiếp tục nhắm vào con tàu bị hỏa lực phòng không bắn rơi; đám cháy nhanh chóng được các đội kiểm soát hư hỏng dập tắt, cũng như tiến hành sửa chữa khẩn cấp. Đợt không kích tiếp theo bị hủy bỏ, nhưng kế hoạch ném bom tiếp theo xuống Miayako Shima được thực hiện như dự định lúc 10 giờ 30 phút.

### Sau chiến tranh
Natoma Bay lên đường đi Guam vào ngày 20 tháng 6 để sửa chữa tạm thời, rồi tiếp tục hành trình quay trở về Hoa Kỳ. Nó chỉ về đến San Diego vào ngày 19 tháng 8, sau khi Nhật Bản đầu hàng kết thúc cuộc xung đột. Nó được sửa chữa, đại tu và cải biến trong tháng 9 và tháng 10, rồi tham gia nhiệm vụ vận chuyển trong khuôn khổ Chiến dịch Magic Carpet. Trong tháng 11 và đầu tháng 12, nó vận chuyển các cựu chiến binh từ Philippines quay trở về California, rồi đến ngày 29 tháng 12 được điều động sang Hạm đội Dự bị Đại Tây Dương.
Đi đến Norfolk, Virginia vào ngày 20 tháng 2 năm 1946, Natoma Bay được cho xuất biên chế vào ngày 20 tháng 5 năm 1946 và neo đậu tại Norfolk. Nó được chuyển sang Đội dự bị Boston vào tháng 10 năm 1949, rồi được xếp lại lớp như một tàu sân bay đa dụng với ký hiệu lườn CVU–62 vào ngày 12 tháng 6 năm 1955. Tên nó được cho rút khỏi danh sách Đăng bạ Hải quân vào ngày 1 tháng 9 năm 1958, và con tàu bị bán vào ngày 30 tháng 7 năm 1959 để tháo dỡ tại Nhật Bản.

## Phần thưởng
Natoma Bay được tặng thưởng bảy Ngôi sao Chiến trận do thành tích phục vụ trong Thế Chiến II.